# Narecenski Bani, Plovdiv
Narecenski Bani (în bulgară Нареченски Бани) este un sat în comuna Asenovgrad, regiunea Plovdiv,  Bulgaria. 

## Demografie
Componența etnică a satului Narecenski Bani
     Bulgari (98,41%)
     Nicio identificare (1,58%)
     Altele (0,39%)
La recensământul din 2011, populația satului Narecenski Bani era de 755 locuitori. Din punct de vedere etnic, majoritatea locuitorilor (98,41%) erau bulgari. Pentru 1,58% din locuitori nu este cunoscută apartenența etnică.